# Peter Woodbury
Peter Woodbury (* 24. Oktober 1899 in Bedford, New Hampshire; † 17. November 1970 ebenda) war ein US-amerikanischer Jurist und Richter, der unter anderem sowie zwischen 1941 und 1964 Richter am US-Berufungsgericht für den 1. Gerichtsbezirk (US Court of Appeals for the First Circuit) war und 1953 Mitglied der American Academy of Arts and Sciences wurde. Er war zudem von 1959 bis 1956 als Chief Judge Präsident des US Court of Appeals for the First Circuit.

## Leben
Peter Woodbury war das mittlere von fünf Kindern von Gordon Woodbury (1863–1924) und Charlotte Woodbury (1873–1966). Er leistete von 1918 bis 1919 als Private First Class Militärdienst in der 27. Infanteriedivision (27th Infantry Division) der US Army und begann daraufhin ein grundständiges Studium an der Harvard University, welches er 1924 mit einem Bachelor of Science (B.S.) beendete. Danach begann er ein Studium der Rechtswissenschaften an der Juristischen Fakultät (Law School) der Columbia University, das er an der Law School der Harvard University fortsetzte, und 1927 mit einem Bachelor of Laws (LL.B.) abschloss. Anschließend nahm er 1927 eine Tätigkeit als Rechtsanwalt in Manchester im US-Bundesstaat New Hampshire auf und war zudem zwischen 1928 und 1931 Vorstandsmitglied (Selectman) der Stadtverwaltung von Bedford sowie zugleich von 1928 bis 1932 Richter am dortigen Amtsgericht, dem Bedford Municipal Court. Danach war er von 1932 bis 1933 erst Richter (Associate Judge) am Obergericht von New Hampshire (New Hampshire Superior Court) sowie im Anschluss zwischen 1933 und 1941 Richter am Supreme Court of New Hampshire, dem Obersten Gerichtshof dieses Bundesstaates.
Am 31. Januar 1941 wurde Woodbury von US-Präsident Franklin D. Roosevelt als Nachfolger von Scott Wilson für den freigewordenen Posten als Richter am US-Berufungsgericht für den 1. Gerichtsbezirk (US Court of Appeals for the First Circuit) nominiert. Nach der Bestätigung durch den US-Senat am 18. Februar 1941 trat er dieses Amt am 25. Februar 1941 an und bekleidete dieses mehr als 23 Jahre lang bis zum 31. Dezember 1964. 1953 wurde er Mitglied der American Academy of Arts and Sciences. 1959 wurde er als Nachfolger von Calvert Magruder als Chief Judge und damit Präsident des US Court of Appeals for the First Circuit. Er bekleidete dieses Amt ebenfalls bis zum 31. Dezember 1964, woraufhin Bailey Aldrich seine Nachfolge antrat. Während dieser Zeit war er zugleich von 1959 bis 1964 Mitglied der Justizkonferenz der Vereinigten Staaten. Am 31. Dezember 1964 schied er aus dem aktiven Richterdienst und trat in den sogenannten Senior Status.
Aus seiner Ehe mit Margaret Atherton Reed Woodbury (1902–1980) ging der Sohn Peter Trask Woodbury (1926–1941) hervor. Nach seinem Tode wurde er auf dem Bedford Center Cemetery beigesetzt.